# Украдыженко, Иван Порфирьевич
Иван Порфирьевич Украдыженко (1914—2003) — участник Великой Отечественной войны, командир гвардейского отдельного учебного батальона 67-й гвардейской Витебской стрелковой дивизии 6-й гвардейской армии 1-го Прибалтийского фронта, гвардии капитан. Герой Советского Союза.

## Биография
Родился 26 декабря 1914 года в деревне Староверовка (по другим данным в селе Таловерово) области Войска Донского, ныне Кашарского района Ростовской области, в семье крестьянина. Украинец.
Окончил 7 классов и кооперативный техникум в Ростове-на-Дону. Работал бухгалтером Мечетинского сельпо.
В Красной Армии в 1936—1938 годах (служил заместителем командира взвода управления в 4-м зенитно-артиллерийском полку в городе Великие Луки) и с июля 1941 года. В 1942 году окончил 1-е Орджоникидзевское пехотное училище. Член КПСС с 1942 года.
На фронтах Великой Отечественной войны с марта 1942 года. Воевал на Южном, Юго-Западном, Сталинградском, Донском, Воронежском, 1-м и 2-м Прибалтийских фронтах. Принимал участие в обороне Донбасса, в окружении Сталинградской группировки противника, в боях на Курской дуге, в Невельской операции, в форсировании реки Западная Двина. Командир гвардейского отдельного учебного батальона гвардии капитан Иван Украдыженко в числе первых 24 июня 1944 года форсировал с батальоном реку Западная Двина, у деревни Узречье (Бешенковичский район Витебской области) захватил и удерживал плацдарм, чем обеспечил преодоление реки подразделениям дивизии.
В сентябре 1944 года Украдыженко было присвоено звание гвардии майора, и он был откомандирован в подмосковный город Солнечногорск на курсы «Выстрел». Но окончить курсы ему помешало ответственное государственное задание — Украдыженко в составе особой группы уполномоченных был направлен на Балканы, территория которой в это время освобождалась советскими войсками. В Болгарию, Югославию, Албанию фашисты за время оккупации согнали много людей из разных стран. Особая группа, в которую входил майор Иван Украдыженко, занималась репатриацией узников лагерей: установлением личностей, проверкой причастности к режимам, отправкой на родину. Миссия на Балканах продолжалась до января 1946 года.
В 1947 году он окончил курсы «Выстрел», в 1949 году — Военную академию имени М. В. Фрунзе. Затем служил: начальником штаба 60-го механизированного полка 18-й механизированной дивизии в составе Группы советских войск в Германии (1949—1953); начальником штаба 254-го гвардейского механизированного полка 36-й гвардейской механизированной дивизии Ленинградского военного округа (1953—1955); помощником начальника оперативного отдела штаба 30-го гвардейского стрелкового корпуса Ленинградского ВО (1955—1957); заместителем командира 271-го гвардейского мотострелкового полка 37-й гвардейской мотострелковой дивизии Ленинградского ВО (1957—1960).
С 1960 года подполковник И. П. Украдыженко — в запасе. До выхода на пенсию работал и жил в городе Ленинграде. Умер 9 июля 2003 года, похоронен на Сестрорецком кладбище (уч.11) Санкт-Петербурга.

## Награды
- Указом Президиума Верховного Совета СССР от 22 июля 1944 года за образцовое выполнение боевых заданий командования на фронте борьбы с немецко-фашистскими захватчиками и проявленные при этом мужество и героизм гвардии капитану Украдыженко Ивану Порфирьевичу присвоено звание Героя Советского Союза с вручением ордена Ленина и медали «Золотая Звезда» (№ 3833).
- Награждён двумя орденами Красного Знамени (10.09.1943; 10.04.1944), двумя орденами Отечественной войны 1-й степени (21.01.1944; 11.03.1985), орденом Красной Звезды (30.04.1954) и медалями.

## Память
- Мемориальная доска в память о Славянском установлена Российским военно-историческим обществом на здании Талловеровской средней школы Ростовской области, где он учился.